# Resolutie 1821 Veiligheidsraad Verenigde Naties
Resolutie 1821 van de Veiligheidsraad van de Verenigde Naties werd op 27 juni 2008 unaniem aangenomen door de VN-Veiligheidsraad en verlengde de waarnemingsmacht op de Israëlisch-Syrische grens met een half jaar.

## Achtergrond
Na de Jom Kipoeroorlog kwamen Syrië en Israël overeen de wapens neer te leggen. Een waarnemingsmacht van de Verenigde Naties moest op de uitvoer van de twee gesloten akkoorden toezien.

## Inhoud
De Veiligheidsraad:
- Overwoog het rapport van de secretaris-generaal over de VN-waarnemingsmacht en bevestigt ook resolutie 1308.

1. Roept de partijen op onmiddellijk resolutie 338 uit 1973 uit te voeren.
2. Verwelkomt UNDOF's inspanningen om het nultolerantiebeleid inzake seksueel misbruik in te voeren en te verzekeren dat het personeel zich aan de VN-gedragscode houdt.
3. Beslist het mandaat van de UNDOF-waarnemingsmacht met 6 maanden te verlengen, tot 31 december 2008.
4. Vraagt de secretaris-generaal dan te rapporteren over de ontwikkelingen en de genomen maatregelen om resolutie 338 uit te voeren.

## Verwante resoluties
- Resolutie 1788 Veiligheidsraad Verenigde Naties (2007)
- Resolutie 1815 Veiligheidsraad Verenigde Naties
- Resolutie 1832 Veiligheidsraad Verenigde Naties
- Resolutie 1848 Veiligheidsraad Verenigde Naties

Lijst ·  1795 ·  1796 ·  1797 ·  1798 ·  1799 ·  1800 ·  1801 ·  1802 ·  1803 ·  1804 ·  1805 ·  1806 ·  1807 ·  1808 ·  1809 ·  1810 ·  1811 ·  1812 ·  1813 ·  1814 ·  1815 ·  1816 ·  1817 ·  1818 ·  1819 ·  1820 ·  1821 ·  1822 ·  1823 ·  1824 ·  1825 ·  1826 ·  1827 ·  1828 ·  1829 ·  1830 ·  1831 ·  1832 ·  1833 ·  1834 ·  1835 ·  1836 ·  1837 ·  1838 ·  1839 ·  1840 ·  1841 ·  1842 ·  1843 ·  1844 ·  1845 ·  1846 ·  1847 ·  1848 ·  1849 ·  1850 ·  1851 ·  1852 ·  1853 ·  1854 ·  1855 ·  1856 ·  1857 ·  1858 ·  1859